# Crisolco
Crisolco är en ort i Mexiko.   Den ligger i kommunen Yahualica och delstaten Hidalgo, i den sydöstra delen av landet, 180 km nordost om huvudstaden Mexico City. Crisolco ligger 265 meter över havet och antalet invånare är 346.
Terrängen runt Crisolco är huvudsakligen kuperad. Crisolco ligger nere i en dal. Runt Crisolco är det ganska tätbefolkat, med 116 invånare per kvadratkilometer. Närmaste större samhälle är Xochiatipan de Castillo, 7,1 km sydost om Crisolco. I omgivningarna runt Crisolco växer huvudsakligen savannskog.